# Túnica de Lutero
La túnica de Lutero es una prenda del siglo XVI, que se dice fue usada por Martín Lutero. El hábito es propiedad del Luther Memorial Saxony-Anhalt y tiene el número de inventario K 373. Es el hábito de un monje agustino, según las reglas de la orden, confeccionado en lana negra (sarga) y abierto por delante. La longitud es de 1,38 m, y el ancho de 62 cm.
La prenda de vestir histórica se mencionó por primera vez en el inventario del Gabinete de Arte de Weimar en 1818, aunque sin referencia a Lutero. Esta conexión solo se estableció en el siglo XX, y hoy en día el hábito es una de las piezas en exhibición más famosas de la Casa museo de Lutero en Wittenberg.

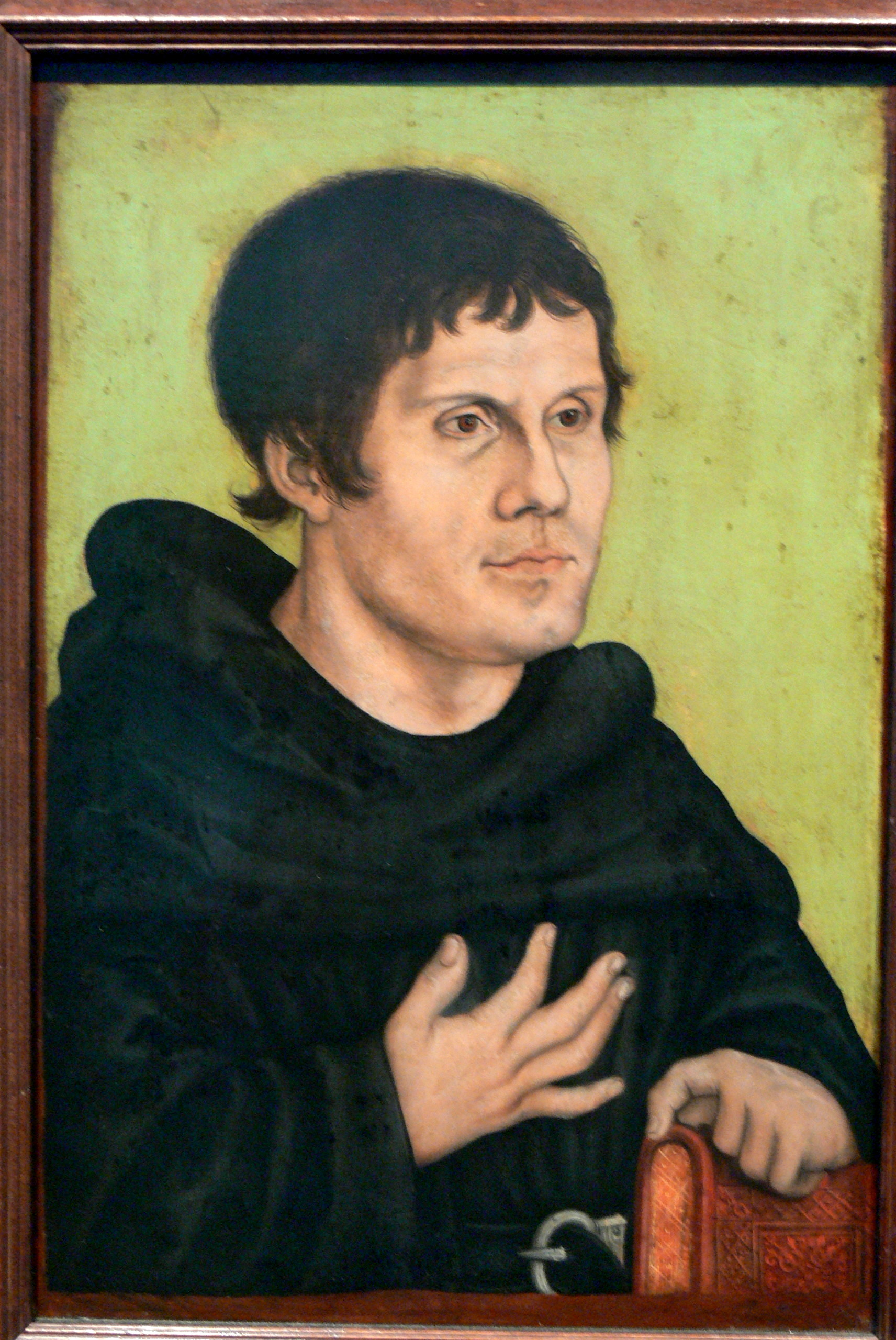
Lutero como monje agustino, pintura de Lucas Cranach el Viejo, 1546.

## La túnica de Lutero en el curso de su vida monástica.
Los estatutos de la orden estipulan que no debe haber posesión privada de ropa entre los monjes. Si un monje recibe de la lavandería una túnica diferente a la que puso, debe aceptarla con humildad. De los escritos de Lutero se desprende que los agustinos de Wittenberg vestían túnicas blancas y negras, lo que se interpreta de diversas maneras. La túnica blanca podría ser la ropa interior (camisia), sobre la cual se ponía el hábito negro religioso real (cogulla). Otra alternativa sería que los monjes del monasterio vestían de blanco y el hábito negro solo se usaba en público.
Como profesor universitario, Lutero fue un caso especial. Friedrich von Sachsen financió su trabajo como profesor, y eso incluía un nuevo atuendo cada pocos años. En 1516, Lutero le pidió a Georg Spalatin que expresara su agradecimiento al elector por una túnica que le había regalado: "... que me haya vestido tan generosamente, con mejores telas de las que podrían ser apropiadas para una túnica, si no fuera por el regalo del príncipe". Con motivo del Debate de Leipzig en 1519, Lutero le pidió al elector dos túnicas nuevas, una blanca y otra negra. “También pregunto, EFG quiere comprarme en esta feria de Leipzig, es una capa blanca y negra“. La negra le había sido prometida hacía mucho tiempo, pero no la recibió. Antes de la Dieta de Worms en 1521, quedó claro que Lutero tenía que vestirse de nuevo para enfrentarse al emperador.
En el camino de regreso de Worms, el elector aparentemente atacó a Lutero y lo llevaron a Wartburg, donde vivía de incógnito como Junker Jörg y, por lo tanto, estaba vestido como un junker. Así que la nueva túnica que había usado en Worms tenía que desaparecer.
Al regresar a Wittenberg, Lutero reanudó su vida monástica anterior en marzo de 1522, en lo que respecta a las formas externas. Le volvieron a rapar con tonsura y lució su medalla negra de manera demostrativa. Al mismo tiempo, hay una entrada en el libro de gastos del magistrado de Wittenberg, según la cual se había comprado un nuevo hábito para Lutero a un precio de más de ocho florines. Esta debía ser la túnica de Lutero que se muestra hoy.

## Significado simbólico
En la época de Lutero, un cambio de ropa era una señal obvia de un cambio en la convicción interior. Fue una forma eficaz de subrayar lo que se dijo en el sermón o por escrito. Los muchos monjes y monjas alemanes que dejaron su monasterio en la década de 1520 dejaron en claro este movimiento vistiendo ropa secular. Andreas Karlstadt se quitó el traje de profesor y con él su antigua identidad y se vistió de campesino. Martín Bucero lo expresó de esta manera: “El hecho de que no lleve tonsura ni roquete hace que no sea papista“. El estilo de vestir de Lutero en los años 1522 a 1524 era conservador o ligeramente inconsistente: mayormente usaba su hábito, pero a veces se lo veía en privado con ropa secular.